# Adrien Pierre Mignon
Pour les articles homonymes, voir Mignon (homonymie).
 (janvier 2016).
Adrien Pierre Mignon, mort le 16 février 1788 à Paris, est un faïencier français.
Il est un cofondateur associé à la Manufacture de Pont-aux-Choux à Paris.

## Biographie
Riche marchand de bois à la provision de Paris, Adrien Pierre Mignon s'associe avec un de ses clients, Edmé Serrurier, en décembre 1743, apportant 10 000 £ au capital de la nouvelle société que vient de cofonder celui-ci avec Claude Humbert Gérin et leurs amis, les frères Robert Dubois et Gilles Dubois. Serrurier ayant apporté entre autres le local qu'il loue depuis 1730 au no 9 de la rue de Charenton (aujourd'hui no 48 cour du Chêne Vert) à Paris.
Les affaires marchent bien. Gérin et Serrurier avaient obtenu un privilège de dix ans sur six lieues autour de Paris pour fabriquer de la terre façon d'Angleterre et la permission de vendre dans tout le royaume. Dès 1743, Gérin utilise sa terre blanche poreuse, chamottée, recouverte d'une glaçure cuite au cours d'une deuxième cuisson, semblable à celle dont ont fait les pipes, ce qui lui vaut aussi l'appellation terre de Pipes. Serrurier a recruté dès 1742 du personnel en provenance de Rouen, dont Nicolas Julien Bellejambe, excellent tourneur, puis mouleur, modeleur de premier plan. La qualité de la pâte permet de ciseler des décors en reliefs d'une grande précision, et la réputation de la production de cette manufacture va en amplifiant. En 1745, la manufacture compte deux cent cinquante ouvriers, neuf tours et deux fours.
En 1746, Mignon et Serrurier seront les deux seuls dirigeants de l'entreprise. Gérin a été rappelé en cette année à Vincennes qui, sans lui, ne produit qu'une pâte grise. Les deux associés font construire un troisième four, la société possède alors deux cents moules en plâtre et quelque huit mille deux cent pièces en magasin.
Edmé Serrurier va favoriser le mariage de son associé avec sa cousine, Madeleine Serrurier, originaire de Nevers. Serrurier et son épouse Charlotte Le Boullenger font du jeune couple leur légataire universel. En 1747, ont achève la construction du troisième four, lorsque Charlotte Le Boullenger meurt le 24 septembre. S'ensuit un procès avec la famille de Villeray qui se croyait héritière. Le privilège octroyé en 1742 est reconduit pour vingt ans et à dix lieues autour de Paris. Il y a une importante rotation de personnel entre cette manufacture et celle de Vincennes, ce qui permet l'échange de technologies au détriment des dirigeants. Des procès auront lieu contre des employés comme Jacques Chapelle, Beaufils etc. Jean Mathias Caillat, préposé à la fabrication des couleurs à Vincennes, est soupçonné d'avoir vendu le secret de fabrication à la rue Amelot, mais c'est finalement une faïencerie du Nord qui en sera bénéficiaire.
En 1749, la manufacture achète le terrain de La Chasse Dauphine, situé à la hauteur de l'angle de la rue Amelot et du no 1 de la rue Saint-Sébastien à Paris, sur la contrescarpe en face de la rue du Pont-aux-Choux (dans l'actuel 11e arrondissement) qui donnera son nom à cette manufacture. Le transfert se fera en 1751. Le 31 août 1749, Edmé Serrurier épouse en secondes noces sa cousine Marie-Claude Serrurier, sœur de Madeleine Serrurier. Les deux associés deviennent beaux-frères.
1751 est l'année de la naissance du premier enfant d'Edmé Serrurier, Antoine François Théodore Serrurier, et celle du transfert de la manufacture dans les nouveaux locaux, face à la rue Pont-aux-Choux. L'entreprise compte alors cinq fours dont un à réverbère. Le second enfant d'Edmé  Serrurier, Marie-Claude Serrurier, naît en 1752. Des conflits d'intérêts vont naître au sein des deux familles par le fait de la naissance de ces enfants et de la donation que Serrurier avait faite avec sa première épouse au profit de son beau-frère et de sa belle-sœur. Le 31 juillet 1759 a lieu devant notaire la dissolution de l'association, moyennant une indemnité de 10 000 livres, majorée de 1 200 livres de pot de vin. Edmé Serrurier et son épouse quitte l'entreprise à la fin de l'année 1759.
Le marché français va s'ouvrir de nouveau aux faïences anglaises en 1786 par le traité de Vergennes, rétablissant le libre échange des biens entre la France et l'Angleterre. Deux ans plus tard, Adrien Pierre Mignon meurt et la manufacture cesse son activité. Elle a en stock cent dix neuf mille pièces.

## Œuvres dans les collections publiques
- Limoges, musée Adrien Dubouché ;
- Beaune, Hospices de Beaune ;
- Lyon, musée des arts décoratifs ;
- Nevers, musée de la Faïence et des Beaux-Arts ;
- Paris, musée des arts décoratifs ;
- Sèvres, musée national de Céramique.

## Collaborateurs
- Edmé Serrurier, propriétaire fondateur de la manufacture de la rue de Charenton de 1730 à 1743, cofondateur associé de 1743 à 1759 ;
- Jacques Chapelle, faïencier chez Serrurier en 1739, puis après un premier départ, revient chez Serrurier puis avec Mignon qui lui fait un procès en 1769, avec lequel il est associé ;
- Nicolas Julien Bellejambe, tourneur, puis mouleur, modeleur, actif de 1742 à 1768 ;
- Claude Humbert Gérin, cofondateur, actif de 1743 à 1746 ;
- Gilles Dubois, cofondateur, actif de septembre 1743 à 1746 ;
- Robert Dubois, cofondateur, actif de septembre 1743 à 1746 ;
- Beaufils.